# Васильевская (Верхнетоемский район)
Васильевская — деревня в Верхнетоемском муниципальном округе Архангельской области.

## География
Находится в восточной части Архангельской области на расстоянии приблизительно 115 км на северо-восток по прямой от административного центра округа села Верхняя Тойма на левом берегу реки Выя.

## История
В 1859 году здесь (деревня Сольвычегодского уезда Вологодской губернии) было учтено 18 дворов. До 2021 года входила в состав Выйского сельского поселения до его упразднения.

## Население
Численность населения: 167 человек (1859 год), 29 (русские 100 %) в 2002 году, 31 в 2010.